# Hopea kerangasensis
Hopea kerangasensis là loài thực vật thuộc Họ Dầu, phân bố địa lý tại Indonesia và Malaysia.